# Plater

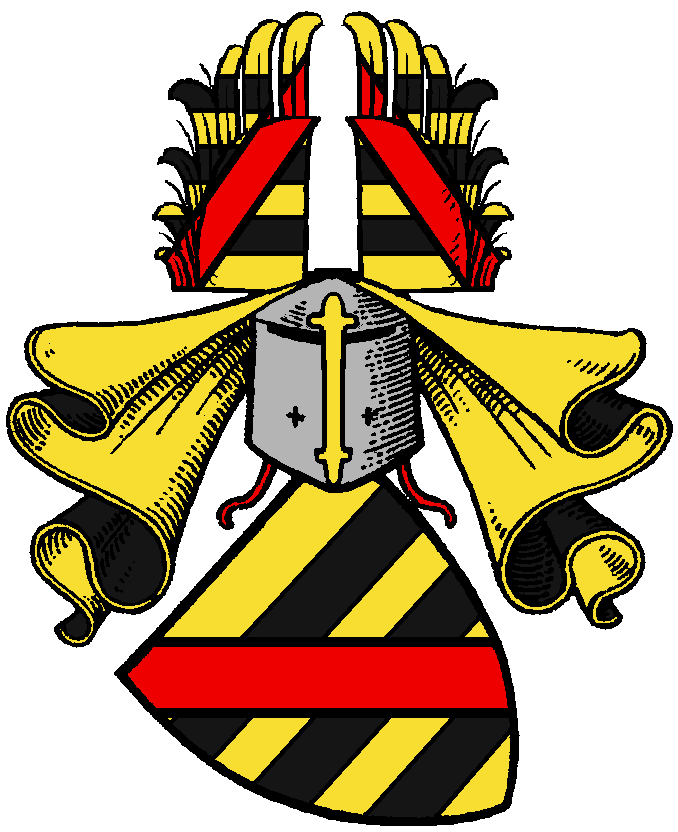
Stammwappen derer von dem Broel genannt Plater

Plater, auch Plater-Syberg bzw. Plater-Zyberk ist der Name eines gräflichen Adelsgeschlechts in Polen, Litauen und Russland, das als von dem Broel genannt Plater dem westfälischen Uradel der Grafschaft Mark entstammt.

## Geschichte
Das Geschlecht stammte aus Westfalen mit dem Stammhaus Broel (seit dem 15. Jahrhundert wüst). Es erscheint erstmals urkundlich 1274 und 1277 mit Hinricus de Broyle und trat erstmals 1392 mit Rötger von dem Broel genannt Plater mit dem Beinamen auf. Die Familie erlosch in Deutschland 1659, bestand aber in Polnisch-Livland, Litauen, Polen und Russland in mehreren Linien weiter.

## Wappen
Das Stammwappen zeigt in Gold drei schwarze Balken, überlegt mit einem roten Schrägrechtsbalken. Auf dem Helm mit schwarz-goldenen Decken ein offener, wie der Schild bezeichneter Flug.
Wahlspruch: Melior mors macula.

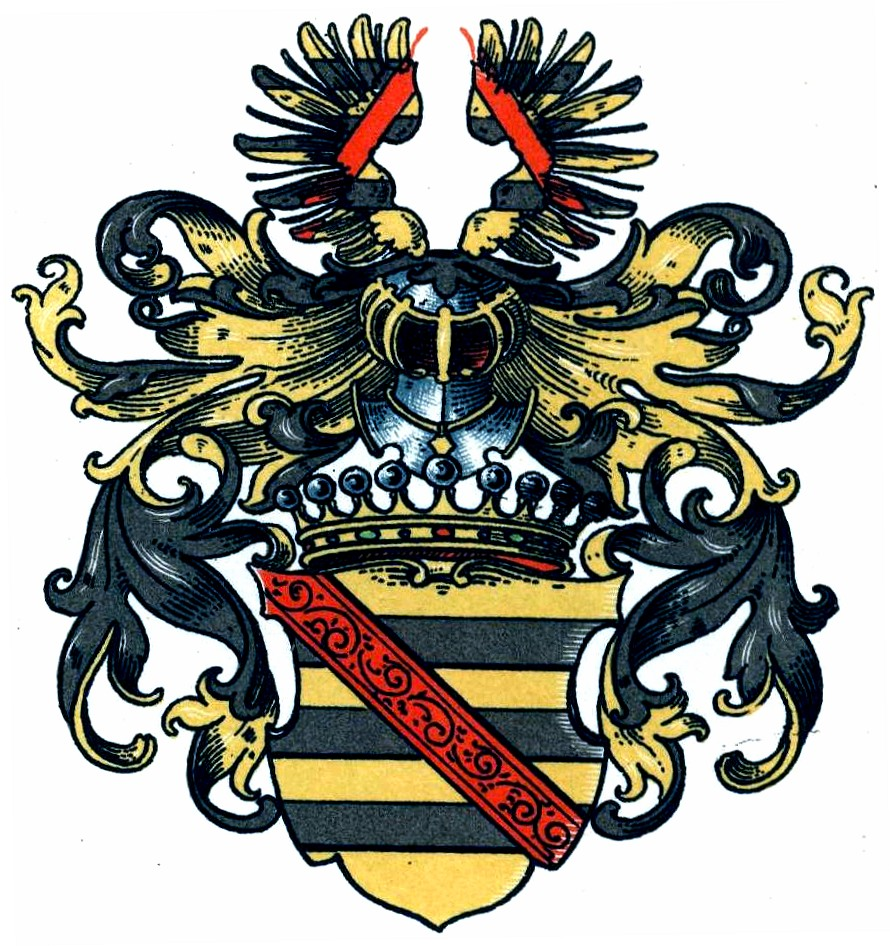
Wappen der Grafen von dem Broel-Plater im Wappenbuch des Westfälischen Adels
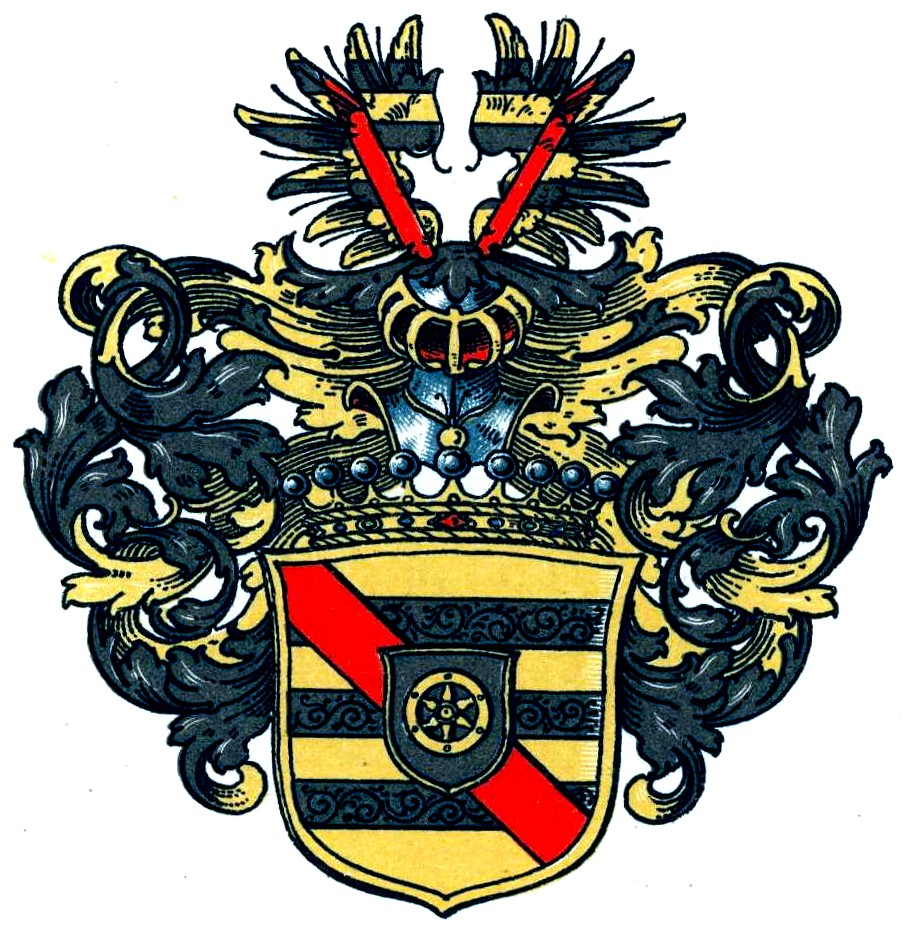
Wappen der Grafen von dem Broel-Plater gen. von Syberg zu Wischling im Wappenbuch des Westfälischen Adels

## Personen

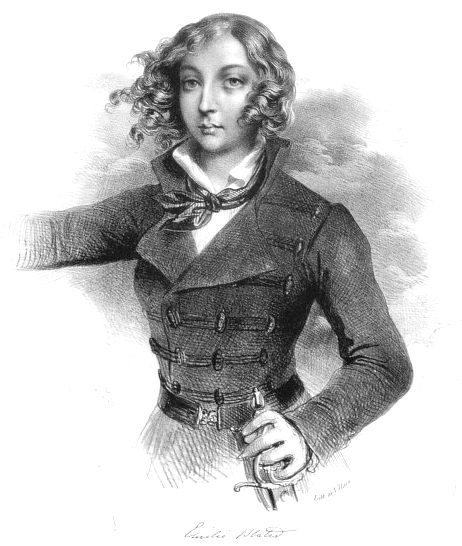
Emilie Plater war eine der bekanntesten Kämpferinnen während des litauisch-polnischen Aufstands 1830–1831

- Johann von dem Broele genannt Plater, 1502–1529 Landmarschall des Deutschen Ordens in Livland
- Jan Ludwik Broel Plater († 1736), der Patriarch von Livland
- Kasimir Konstantin Plater (1748–1808), litauischer Kanzler
- Ludwig Graf Plater (1775–1846), polnischer Patriot
- Michael Graf Plater (1777–1862), polnischer Ingenieur-Major, kurländischer Regierungsrat, litauischer Vizegouverneur, ⚭ 1803 Freiin Isabella Helena Syberg zu Wischling (1785–1849) → Stammeltern der Grafen Plater-Syberg[2]
- Stanisław Plater (1784–1851), Graf, Historiker und Altertumsforscher
- Emilie Plater (1806–1831), Gräfin, aus der Dussiatyschen Linie zu Wilna, Teilnehmerin am Aufstand des Landvolkes.
- Cezary Plater (1810–1869), Graf, Präsident der Polnischen Literarischen Gesellschaft
- Władysław Plater (1808–1889), Graf, Bruder des vorigen, Rozicks Adjutant an dem Aufstand in Litauen, Landbote von Wilejka
- Isabella Gräfin von Plater-Syberg (1809–1883), Mutter des katholischen Erzbischofs Eduard von der Ropp (1851–1939)
- Józef Broel-Plater (1890–1941), polnischer Politiker und Bobfahrer
- Alexandre von Plater-Syberg (1899–1981), Offizier, Dichter, Priester
- Maria Broel-Plater-Skassa (1913–2005), polnische Widerstandskämpferin während der Zeit des Nationalsozialismus